# Føllvatnet
Føllvatnet (finska: Varssalijärvi) är en sjö i Norge, med en mindre del i Finland. Den finska delen ligger i landskapet Lappland, i den norra delen av landet, 1 000 km norr om huvudstaden Helsingfors. Føllvatnet ligger 177 meter över havet.